# Букит-Пагон
Буки́т-Паго́н (малайск. Bukit Pagon, буквально «холм Пагон») — гора в северо-восточной части острова Калимантан. Высота вершины над уровнем моря — 1850 метров. Находится на границе между Малайзией и Брунеем, является высочайшей точкой территории последнего. На северном склоне горы берёт начало река Тембуронг, одна из основных водных артерий Брунея.

## Географическое положение
Букит-Пагон является одной из вершин горного массива Келаби́т (малайск. Pegunungan Kelabit), расположенного в северо-восточной части острова Калимантан. По вершине проходит государственная граница между Малайзией и Брунеем, в результате чего территория горы примерно поровну делится между этими государствами.
Высота вершины над уровнем моря — 1850 метров. Является самой высокой точкой Брунея, в то время как среди гор Малайзии по высоте занимает место лишь в конце пятого десятка (в составе одного только нагорья Келабит на малайзийской территории имеется несколько более высоких вершин).
Малайзийский участок горы относится к территории штата Саравак, входит в область Лимбанг, в рамках которой разделяется между двумя округами — Лимбанг и Лавас. Брунейский участок относится к территории округа Тембуронг — восточного эксклава страны, являясь его крайней южной точкой. В рамках округа входит в состав района Амо.

## Природа

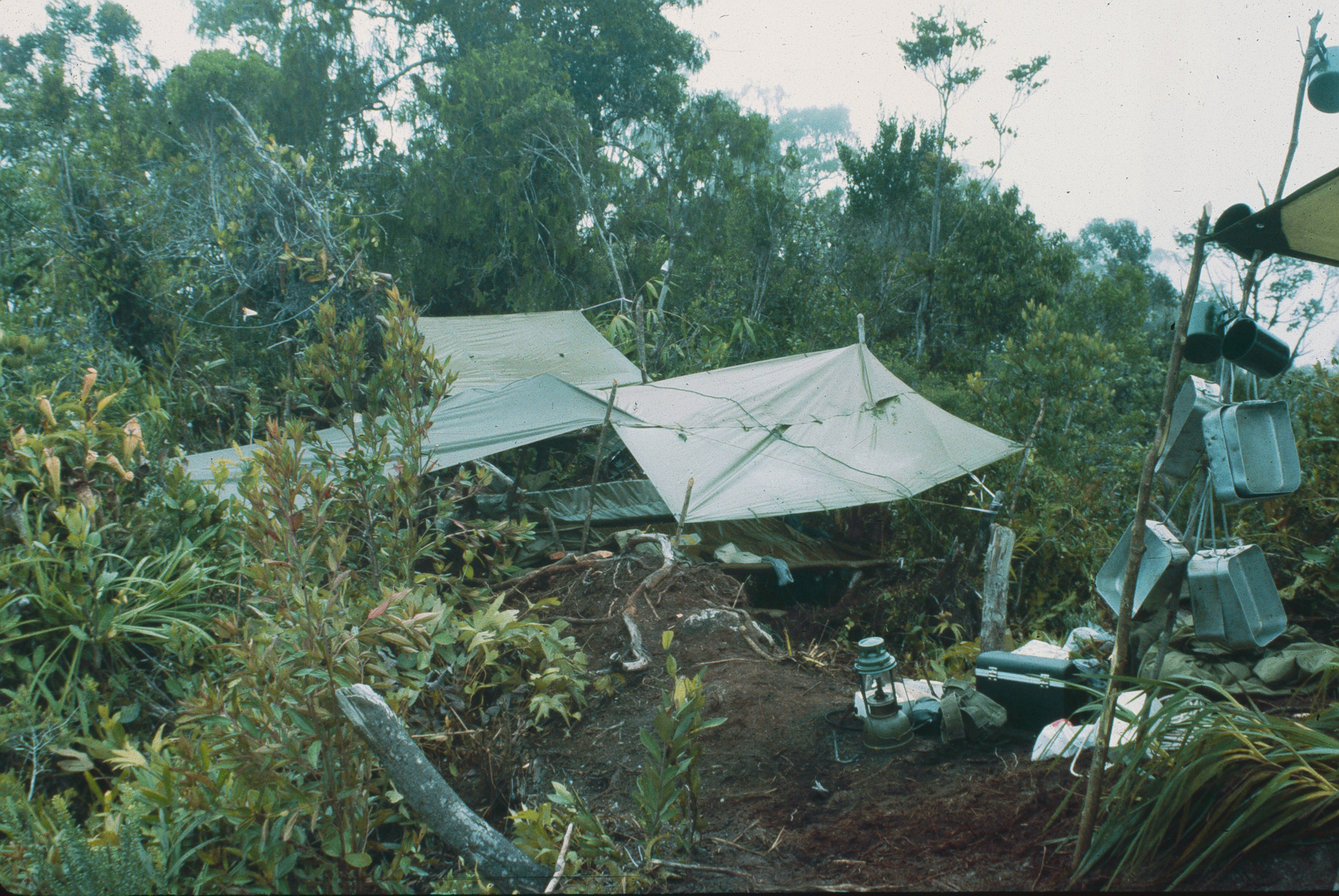
Лагерь одной из научных экспедиций на склоне Букит-Пагона

Гора относится к одному из наименее освоенных человеком районов Восточной Малайзии и Брунея: вблизи её склонов не имеется ни населённых пунктов, ни сколь-либо значительных промышленных или инфраструктурных объектов. Брунейская часть Букит-Пагона относится к территории национального парка «Улу-Тембуронг» (малайск. Ulu Temburong, буквально — «верховья Тембуронга»). Здесь, на северном склоне горы, берёт начало река Тембуронг, впадающая в Брунейский залив Южно-Китайского моря — одна из двух крупнейших рек Брунея.
Животный мир Букит-Пагона отличается достаточно большим разнообразием. Большая часть склонов покрыта влажными тропическими лесами. Крупных млекопитающих немного — в районе подножья встречается, в частности, гиббон Моллера. Вместе с тем, водится большое количество земноводных, пресмыкающихся, птиц и насекомых. Для Брунея часть животных и растений являются эндемиками данной местности. К последним относятся, например, несколько видов стебельчатоглазых мух, кувшиночник Nepenthes lowii, устроенный по принципу насекомоядного растения, однако питающийся не живыми организмами, а фекалиями небольших древесных млекопитающих, в частности, тупай.
Экосистема Букит-Пагона является предметом исследований как местных, так и зарубежных специалистов. В 2000—2010-е годы гору посетили несколько научных экспедиций|Экспедиция|экспедиций, проводившихся, в частности, Брунейским университетом и Межуниверситетским консорциумом по изучению биологического разнообразия (англ. International Consortium of Universities for the Study of Biodiversity and the Environment).
Кроме того, регулярные восхождения на Букит-Пагон организуются по линии различных государственных ведомств, культурных и общественных структур: так, в феврале 2010 года в рамках программы патриотического воспитания, разработанной брунейским Министерством по делам культуры, молодёжи и спорта, был организован поход на вершину высочайшей горы страны группы членов местной молодёжной организации «Молодёжь, любящая родину» (малайск. Belia Cinta Tanah Air).